# (5921) 1992 UL
(5921) 1992 UL (1992 UL, 1978 EE2, 1978 GT, 1981 EC49, 1982 QS2, 1982 SG7, 1991 FP5, 1994 CN4) — астероїд головного поясу, відкритий 19 жовтня 1992 року.
Тіссеранів параметр щодо Юпітера — 3,662.